# Rybářský naviják

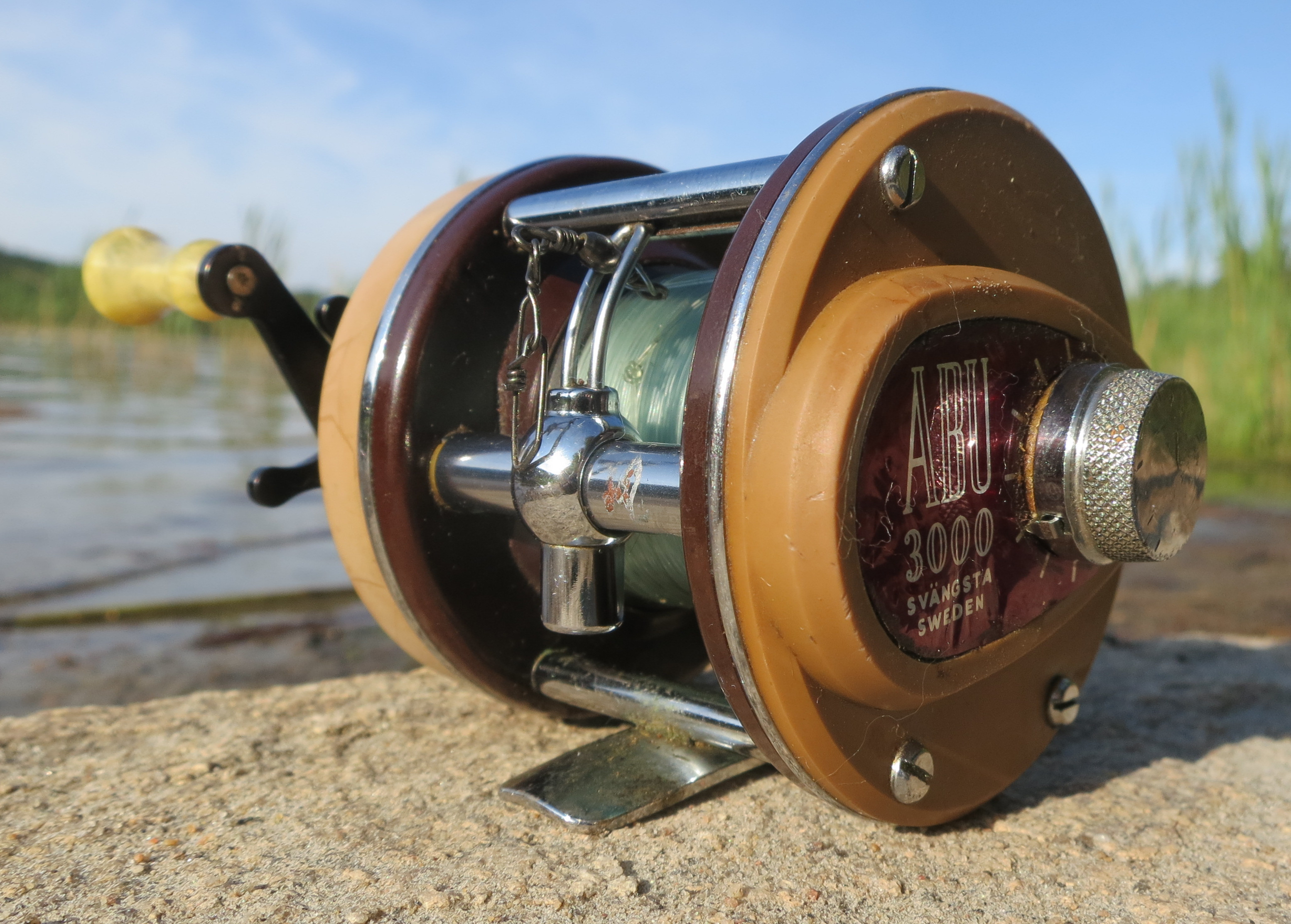
Rybářský naviják ABU 3000 z roku 1965

Rybářský naviják patří mezi základní vybavení rybáře. Společně s prutem tvoří to nejdůležitější, co ve svém vybavení rybář má. Mylně se však především začínající rybáři domnívají, že jim toto vybavení (rybářský naviják a rybářský prut) stačí. Funkční celek je totiž tvořen i dalšími komponenty, jako jsou vlasce, nástrahy, závaží a další. Rybářské navijáky se dělí dle několika parametrů. Tím nejzásadnějším je pozice brzdy (páčky, která pomáhá v boji s rybou).

## Rybářské navijáky se zadní brzdou
Navijáky se zadní brzdou se často vyskytují v kombinaci s brzdou bojovou. Jde o pohodlné řešení navijáku, které umožňuje snadnou manipulaci s otáčivým prvkem na konci navijáku, s pomocí kterého je možné rychle upravovat brzdnou sílu při lovení. Předností řešení je poměrně snadný přístup k cívce. Navijáky se zadní brzdou jsou mezi rybáři oblíbené především při lehké nebo středně těžké přívlači.

## Rybářské navijáky s přední brzdou
Navijáky s přední brzdou patří mezi ty nejrozšířenější varianty. Umožňují poměrně přesné nastavení brzdného odporu a díky dobře přístupné brzdě jsou vhodné i do extrémnějších podmínek, jakými jsou například mořský rybolov a další rybářské aktivity, kde jsou navijáky vystaveny nepříznivým podmínkám. Díky menšímu množství součástek se výrazně snižuje riziko poškození či zanesení a ztráta funkčnosti. Navijáky s přední brzdou se běžně používají při lovu kaprů.

## Rybářské navijáky s bojovou brzdou
Bojová brzda u navijáků je často považována spíše za doplněk ke klasické zadní brzdě. Funkcionalita spočívá v montáži pohyblivé páčky do zadní části navijáku, pomocí které rybář může rychle reagovat na chování ryby pod vodou. Posunem páčky do určitých poloh ovlivňuje brzdnou sílu dle aktuální potřeby. Navijáky s bojovou brzdou zachovávají plnou funkčnost brzdy zadní – rybář si ji tak stále mohou nastavit dle svých potřeb. Neexistuje žádný rychlejší systém pro změnu nastavení navijáku a pohotové reagování na chování lovené kořisti.

## Rybářské navijáky s volnoběžnou brzdou
Rybářské navijáky s volnoběžnou brzdou, často nazývané jako baitrunnery, jsou velmi populárním rybářským vybavením, především díky své univerzálnosti. Tyto navijáky jsou vybaveny dvěma brzdami, přičemž každá z nich má svoji funkci. První brzda slouží k mírnění výpadů ryby při jejich zdolávání. Účelem druhé je regulace odporu, který je kladen lovené rybě při záběru. Díky této páčce je možné rybu nechat volně plavat pod hladinou nebo ji naopak „zaseknout“ a háček se lépe chytil do tlamy. Obě varianty brzd fungují separátně a nikdy nemohou být v provozu obě současně.

## Multiplikátory
Multiplikátory jsou speciální rybářské navijáky, které se vyznačují vysokou odolností před poškozením a vnějšími vlivy, jako jsou písek, slaná voda a jiné. Jsou určeny pro lov velkých ryb, jakými jsou například sumci, či pro mořský rybolov. Jejich nákup většinou provází poctivý výběr, jelikož se jedná o jedno z nejdražších rybářských vybavení, které je navíc odlišné pro leváky a praváky. Dražší modely na sobě mohou mít i počítadlo odmotaného vlasce či pletené šňůry.